# Liga Provincial de Pisco
La Liga Provincial de Pisco pertenece al Departamento de Ica y fue fundada en 1977. Este certamen es disputado anualmente por los campeones y subcampeones distritales de la misma provincia, generalmente esta etapa se realiza entre los meses de mayo y agosto. Esta liga saca al campeón y subcampeón provincial para compita en la etapa departamental para que represente a la provincia.

## Ligas Distritales
- Liga distrital de Huancano
- Liga distrital de Humay
- Liga distrital de Independencia
- Liga distrital de Paracas
- Liga Distrital de Pisco
- Liga distrital de San Andrés
- Liga distrital de San Clemente
- Liga distrital de Túpac Amaru Inca

## Lista de campeones
| Año  | Campeón                                   | Distrito                                  | Subcampeón                                | Distrito                                  |
| ---- | ----------------------------------------- | ----------------------------------------- | ----------------------------------------- | ----------------------------------------- |
| 1977 | Sport Vitarte                             | Pisco                                     | José de San Martín                        | Independencia                             |
| 1978 | Sport Bolognesi                           | Pisco                                     |                                           |                                           |
| 1979 | Juventud Santa Rosa                       | Pisco                                     |                                           |                                           |
| 1980 | Deportivo Aviación                        | Pisco                                     |                                           |                                           |
| 1981 |                                           |                                           |                                           |                                           |
| 1982 |                                           |                                           |                                           |                                           |
| 1983 | Sport Buenos Aires                        | Pisco                                     |                                           |                                           |
| 1984 |                                           |                                           |                                           |                                           |
| 1985 |                                           |                                           |                                           |                                           |
| 1986 |                                           |                                           |                                           |                                           |
| 1987 | Saragoza                                  | Túpac Amaru Inca                          |                                           |                                           |
| 1988 | Inmaculada Concepción                     | Independencia                             |                                           |                                           |
| 1989 | Deportivo Bernales                        | Pisco                                     |                                           |                                           |
| 1990 |                                           |                                           |                                           |                                           |
| 1991 | Unión San Martín                          | Pisco                                     |                                           |                                           |
| 1992 |                                           |                                           |                                           |                                           |
| 1993 |                                           |                                           |                                           |                                           |
| 1994 | Sport Bolognesi                           | Pisco                                     |                                           |                                           |
| 1995 |                                           |                                           |                                           |                                           |
| 1996 |                                           |                                           |                                           |                                           |
| 1997 |                                           |                                           |                                           |                                           |
| 1998 |                                           |                                           |                                           |                                           |
| 1999 |                                           |                                           |                                           |                                           |
| 2000 |                                           |                                           |                                           |                                           |
| 2001 | Aceros Arequipa                           | Pisco                                     |                                           |                                           |
| 2002 |                                           |                                           |                                           |                                           |
| 2003 |                                           |                                           |                                           |                                           |
| 2004 |                                           |                                           |                                           |                                           |
| 2005 | Alianza Pisco                             | Pisco                                     |                                           |                                           |
| 2006 |                                           |                                           |                                           |                                           |
| 2007 | Alianza Pisco                             | Pisco                                     | Juventud Santa Cruz                       | San Andrés                                |
| 2008 | Unión San Martín                          | Pisco                                     | Juventud Santa Cruz                       | San Andrés                                |
| 2009 | Alianza Pisco                             | Pisco                                     | Hungaritos                                | Túpac Amaru Inca                          |
| 2010 | Joe Gutiérrez Carhuas                     | Pisco                                     | Unión San Martín                          | Pisco                                     |
| 2011 | Alianza Pisco                             | Pisco                                     | José Olaya                                | San Andrés                                |
| 2012 | Casalla Junior                            | Túpac Amaru Inca                          | Manuel Carrillo                           | San Andrés                                |
| 2013 | San Tadeo                                 | Independencia                             | San Ignacio                               | Humay                                     |
| 2014 | José Olaya                                | Independencia                             | San Ignacio                               | Humay                                     |
| 2015 | Deportivo Villarrica                      | San Andrés                                | San Tadeo                                 | Independencia                             |
| 2016 | Universitario                             | Pisco                                     | Unión San Martín                          | Pisco                                     |
| 2017 | Unión San Martín                          | Pisco                                     | Los Libertadores                          | San Clemente                              |
| 2018 | Sport San Clemente                        | San Clemente                              | Juventud Santa Rosa                       | Pisco                                     |
| 2019 | Deportivo Las Américas                    | San Andrés                                | Deportivo Olímpico                        | San Clemente                              |
| 2020 | No se disputó por la Pandemia de COVID-19 | No se disputó por la Pandemia de COVID-19 | No se disputó por la Pandemia de COVID-19 | No se disputó por la Pandemia de COVID-19 |
| 2021 | No se disputó por la Pandemia de COVID-19 | No se disputó por la Pandemia de COVID-19 | No se disputó por la Pandemia de COVID-19 | No se disputó por la Pandemia de COVID-19 |
| 2022 | Los Libertadores                          | San Clemente                              | Deportivo Olímpico                        | San Clemente                              |
| 2023 | Alianza Pisco                             | Pisco                                     | Cultural Melchorita                       | San Clemente                              |
| 2025 | Juventud Santa Cruz                       | Paracas                                   | Alianza Pisco                             | Pisco                                     |
| 2024 | Manuel Gonzales Prada                     | Pisco                                     | Alianza Pisco                             | Pisco                                     |